# Selles (Eure)
Selles é uma comuna francesa na região administrativa da Normandia, no departamento de Eure. Estende-se por uma área de 10,19 km². Em 2010 a comuna tinha 466 habitantes (densidade: 45,7 hab./km²).